# Kreminna
Kreminna (Кремінна) is een stad in het rajon Sjevjerodonetsk van de oblast Loehansk van Oekraïne. Vóór 2020 was het hoofdstad van het voormalige rajon Kreminna. De plaats had in 2021 ca 18000 inwoners. De stad werd op 18 april 2022 bezet door Russische strijdkrachten tijdens de Russische invasie van Oekraïne in 2022.

## Geschiedenis
Kreminna werd gesticht in 1680 en verwierf in 1938 de status van stad.
Sinds december 1943 wordt in de stad een lokale krant uitgegeven.

### Oorlog in de Donbas
In juli 2014 vonden gevechten plaats in de stad tijdens het pro-Russische conflict in Oekraïne in 2014. Kreminna bleef in Oekraïense handen. Tijdens de Russische invasie van Oekraïne in 2022 werd de pro-Russische burgemeester Volodymyr Struk die de Russische verhuizing verwelkomde doodgeschoten op straat aangetroffen nadat hij uit zijn huis was ontvoerd.
Officieel adviseur en voormalig onderminister bij het Oekraïense ministerie van Binnenlandse Zaken, Anton Herasjtschenko, zei dat Struk werd veroordeeld op grond van de Lynch-wet. Herasjtschenko suggereerde dat de burgemeester was vermoord door "onbekende patriotten", aangezien de Russische troepen zich op 15 kilometer van Kreminna bevonden.

### Russische invasie
Op 11 maart 2022 kwam een bejaardentehuis in Kreminna onder vuur te liggen van Russische tanks nadat Oekraïense strijdkrachten daar een positie hadden opgezet. Volgens Serhiy Haidai, de Oekraïense gouverneur van de oblast Loehansk, werden 56 oudere inwoners gedood en werden 15 anderen door het Russische leger meegenomen naar Svatove, een stad die onder hun controle stond. Oekraïense hulpdiensten en functionarissen konden de plaats van het incident niet bereiken vanwege aanhoudende gevechten.
De stad was locatie van enkele van de eerste gevechten van de Slag om Donbas tijdens de Slag om Kreminna. Op 18 april 2022 trokken Russische en troepen van de Volksrepubliek Loegansk (LNR) de stad Kreminna binnen en veroverden deze een paar uur later na schermutselingen met het Oekraïense leger. Haidai zei dat "er plannen waren om de bevolking te evacueren", hoewel dit door hevige gevechten onmogelijk bleek. Haidai beschreef de Russische strijdkrachten als zouden deze "een enorme hoeveelheid uitrusting" hebben.
Op 13 september 2022 verklaarde Haidai dat Russische troepen drie dagen geleden Kreminna waren ontvlucht, dat de Oekraïense vlag was gehesen door lokale bewoners, maar dat Oekraïense troepen de stad nog niet waren binnengekomen. Op 14 september verklaarde Haidai echter dat Russische troepen waren teruggekeerd naar Kreminna en "de Oekraïense vlag hadden neergehaald". Op 19 september beweerde een woordvoerder van de volksrepubliek Donetsk dat het Russische leger en lokale milities 'een aanval van het Oekraïense leger hadden afgeslagen', wat suggereert dat het Oekraïense leger de buitenwijken van de stad had bereikt. Dit leidde tot de Tweede Slag om Kreminna. Na de herovering van Lyman op 1 oktober 2022 schoof het frontlijn naar posities enkele kilometers ten westen van Kreminna. Begin januari 2023 was de stad half omsingeld door het Oekraïense leger.